# Análisis de Fourier

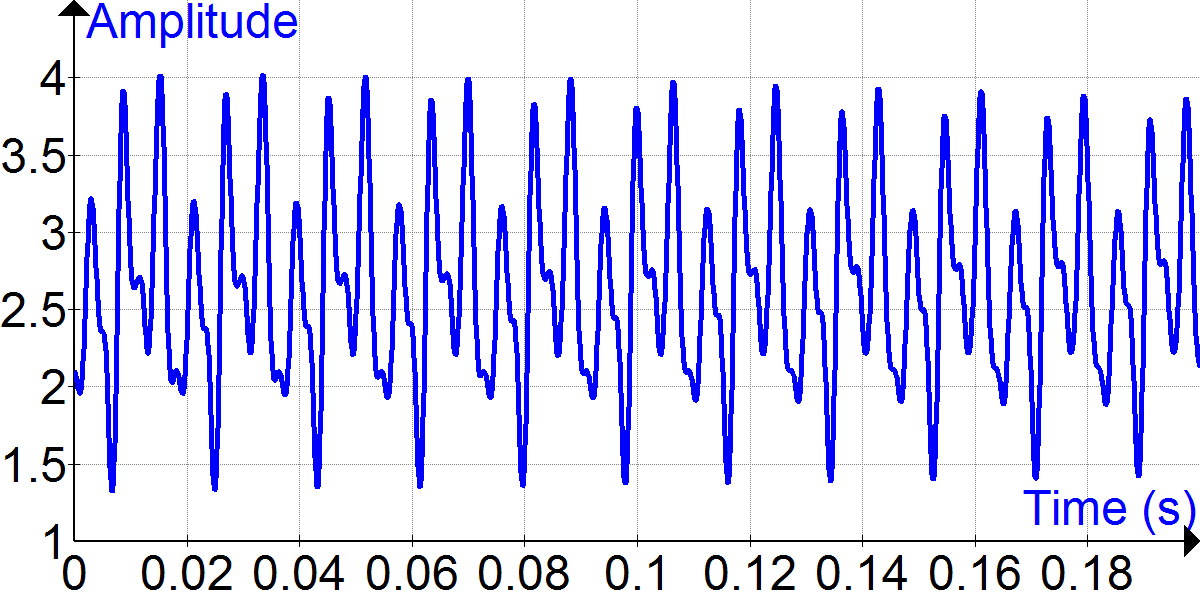
Señal temporal de un bajo de la nota musical cuerda libre A (55 Hz).

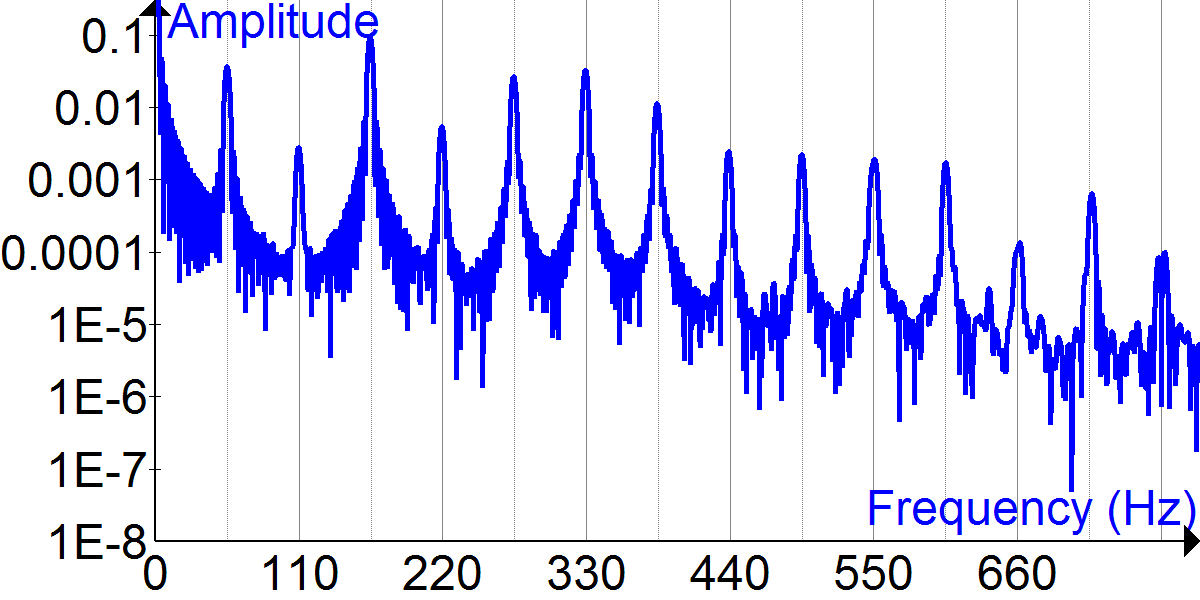
Transformada de Fourier de la señal temporal de un bajo de la nota musical cuerda libre A (55 Hz). El análisis de Fourier revela los componentes oscilatorios de señalesy funciones.

En matemáticas, el análisis de Fourier es el estudio de la forma general en que las funciones pueden ser representados o aproximadas por sumas de funciones trigonométricas simples. El análisis de Fourier surgió del estudio de las series de Fourier y lleva el nombre de Joseph Fourier, quien demostró que representar una función como una suma de funciones trigonométricas simplifica enormemente el estudio de la transferencia de calor.
Hoy, el tema del análisis de Fourier abarca un amplio espectro de las matemáticas. En las ciencias y la ingeniería, el proceso de descomposición de una función en componentes oscilatorios a menudo se denomina análisis de Fourier, mientras que la operación de reconstrucción de la función a partir de estas piezas se conoce como síntesis de Fourier. Por ejemplo, determinar qué frecuencias componentes están presentes en una nota musical implicaría calcular la transformada de Fourier de una nota musical muestreada. Luego, se podría volver a sintetizar el mismo sonido al incluir los componentes de frecuencia como se reveló en el análisis de Fourier. En matemáticas, el término análisis de Fourier a menudo se refiere al estudio de ambas operaciones.
El proceso de descomposición en sí se llama transformación de Fourier. Su producto resultado, la transformada de Fourier, a menudo recibe un nombre más específico, que depende del dominio y otras propiedades de la función que se está transformando. Además, el concepto original del análisis de Fourier se ha extendido a lo largo del tiempo para aplicarse a situaciones cada vez más abstractas y generales, y el campo general a menudo se conoce como análisis armónico. Cada transformada utilizada para el análisis (consulte la lista de transformadas relacionadas con Fourier ) tiene una transformada inversa correspondiente que se puede utilizar para la síntesis.

## Usos
El análisis de Fourier tiene muchos usos científicos - en la física, ecuaciones diferenciales parciales, teoría de números, combinatoria, procesamiento de señales, procesamiento digital de imágenes, teoría de la probabilidad, estadística,  análisis forense, valoración de opciones, la criptografía, análisis numérico, acústica, oceanografía, el sonar, óptica, la difracción, geometría, análisis de estructuras de proteínas y otras áreas.
Esta amplia aplicabilidad se debe a muchas propiedades útiles de las transformadas:
- Las transformadas son  aplicaciones lineales y, con la normalización adecuada, también son unitarias (una propiedad conocida como teorema de Parseval o, más generalmente, como el teorema de Plancherel, y más generalmente a través de la dualidad de Pontryagin).[2]
- Las transformadas suelen ser invertibles.
- Las  funciones exponenciales son funciones propias de diferenciación, lo que significa que esta representación transforma ecuaciones diferenciales lineales con coeficientes constantes en algebraicas ordinarias.[3] Por lo tanto, el comportamiento de un sistema lineal invariante en el tiempo se puede analizar en cada frecuencia de forma independiente.
- Según el teorema de convolución, las transformadas de Fourier convierten la complicada operación de convolución en una multiplicación simple, lo que significa que proporcionan una forma eficiente de calcular operaciones basadas en convolución, como la  multiplicación de polinomios y la multiplicación de números grandes.[4]
- La versión discreta de la transformada de Fourier (ver más abajo) se puede evaluar rápidamente en computadoras usando algoritmos de transformada rápida de Fourier (FFT).[5]

En medicina forense, los  espectrofotómetros infrarrojos de laboratorio utilizan el análisis de transformada de Fourier para medir las longitudes de onda de la luz a las que un material absorberá en el espectro infrarrojo. El método FT se utiliza para decodificar las señales medidas y registrar los datos de longitud de onda. Y al usar una computadora, estos cálculos de Fourier se llevan a cabo rápidamente, de modo que en cuestión de segundos, un instrumento FT-IR operado por computadora puede producir un patrón de absorción de infrarrojos comparable al de un instrumento de prisma.
La transformación de Fourier también es útil como representación compacta de una señal. Por ejemplo, la compresión JPEG utiliza una variante de la transformación de Fourier (transformada de coseno discreta) de pequeñas piezas cuadradas de una imagen digital. Los componentes de Fourier de cada cuadrado se redondean para reducir la precisión aritmética y los componentes débiles se eliminan por completo, de modo que los componentes restantes se pueden almacenar de forma muy compacta. En la reconstrucción de imágenes, cada cuadrado de la imagen se vuelve a ensamblar a partir de los componentes conservados aproximadamente transformados de Fourier, que luego se transforman a la inversa para producir una aproximación de la imagen original.

### Uso en procesamiento de señales
Al procesar señales, como audio, ondas de radio, ondas de luz, ondas sísmicas e incluso imágenes, el análisis de Fourier puede aislar componentes de banda estrecha de una forma de onda compuesta, concentrándolos para una detección o eliminación más fácil. Una gran familia de técnicas de procesamiento de señales consiste en transformar una señal de Fourier, manipular los datos transformados de Fourier de una manera simple e invertir la transformación.
Algunos ejemplos incluyen:
- Ecualización de grabaciones de audio con una serie de filtros de paso de banda ;
- Recepción de radio digital sin un circuito superheterodino, como en un teléfono celular moderno o un escáner de radio;
- Procesamiento de imágenes para eliminar artefactos periódicos o anisotrópicos tales como irregularidades de video entrelazado, artefactos de bandas de fotografías aéreas de bandas o patrones de ondas de interferencias de radiofrecuencia en una cámara digital;
- Correlación cruzada de imágenes similares para la co-alineación;
- Cristalografía de rayos X para reconstruir una estructura cristalina a partir de su patrón de difracción;
- Espectrometría de resonancia ciclotrónica por transformada de Fourier para determinar la masa de iones a partir de la frecuencia del movimiento del ciclotrón en un campo magnético;
- Muchas otras formas de espectroscopia, incluyendo infrarrojos y de resonancia magnética nuclear espectroscopias;
- Generación de espectrogramas de sonido utilizados para analizar sonidos;
- Sonar pasivo utilizado para clasificar objetivos según el ruido de la maquinaria.

## Variantes del análisis de Fourier

Una transformada de Fourier y 3 variaciones causadas por muestreo periódico (en el intervalo T) y/o suma periódica (en el intervalo P) de la función subyacente en el dominio del tiempo. La relativa facilidad de cálculo de la secuencia DFT y la comprensión que brinda de S (f) la convierten en una herramienta de análisis popular.

### Transformada de Fourier (continua)
En la mayoría de los casos, el término sin calificar transformación de Fourier se refiere a la transformación de funciones de un argumento continuo real, y produce una función continua de frecuencia, conocida como distribución de frecuencias. Una función se transforma en otra, y la operación es reversible. Cuando el dominio de la función de entrada (inicial) es el tiempo (t), y el dominio de la función de salida (final) es la frecuencia ordinaria, la transformada de la función s(t) a la frecuencia f viene dada por el número complejo:
{\displaystyle S(f)=\int _{-\infty }^{\infty }s(t)\cdot e^{-i2\pi ft}\,dt.}
Evaluando esta cantidad para todos los valores de f se obtiene la función dominio de la frecuencia. Entonces s(t) puede representarse como una recombinación de  exponenciales complejas de todas las frecuencias posibles:
{\displaystyle s(t)=\int _{-\infty }^{\infty }S(f)\cdot e^{i2\pi ft}\,df,}
que es la fórmula de la transformación inversa. El número complejo, S(f), transmite tanto la amplitud como la fase de la frecuencia f.
Ver Transformación de Fourier para mucha más información, incluyendo:
- convenciones para la normalización de la amplitud y el escalado de la frecuencia/unidades.
- propiedades de la transformada
- transformaciones tabuladas de funciones específicas
- una extensión/generalización para funciones de múltiples dimensiones, como las imágenes.

### Series de Fourier
La transformada de Fourier de una función periódica, sP(t), con periodo P, se convierte en una función peine de Dirac, modulada por una secuencia de coeficientes complejos:
{\displaystyle S[k]={\frac {1}{P}}\int _{P}s_{P}(t)\cdot e^{-i2\pi {\frac {k}{P}}t}\,dt,\quad k\in \mathbb {Z} ,}    
donde ∫P es la integral sobre cualquier intervalo de longitud P.
La transformada inversa, conocida como serie de Fourier, es una representación de sP(t) en términos de una suma de un número potencialmente infinito de sinusoides o funciones exponenciales complejas relacionadas armónicamente, cada una con una amplitud y una fase especificadas por uno de los coeficientes:
{\displaystyle s_{P}(t)\ \ =\ \ {\mathcal {F}}^{-1}\left\{\sum _{k=-\infty }^{+\infty }S[k]\,\delta \left(f-{\frac {k}{P}}\right)\right\}\ \ =\ \ \sum _{k=-\infty }^{\infty }S[k]\cdot e^{i2\pi {\frac {k}{P}}t}.}
Cualquier sP(t) puede expresarse como una suma periódica de otra función, s(t):
{\displaystyle s_{P}(t)\,\triangleq \,\sum _{m=-\infty }^{\infty }s(t-mP),}
y los coeficientes son proporcionales a las muestras de S(f) en intervalos discretos de 1P:
{\displaystyle S[k]={\frac {1}{P}}\cdot S\left({\frac {k}{P}}\right)}.A
donde A = {\displaystyle \int _{P}\left(\sum _{m=-\infty }^{\infty }s(t-mP)\right)\cdot e^{-i2\pi {\frac {k}{P}}t}\,dt=\underbrace {\int _{-\infty }^{\infty }s(t)\cdot e^{-i2\pi {\frac {k}{P}}t}\,dt} _{\triangleq \,S\left({\frac {k}{P}}\right)}}

Obsérvese que cualquier s(t) cuya transformada tenga los mismos valores muestrales discretos puede utilizarse en el sumatorio periódico.  Una condición suficiente para recuperar s(t) (y por lo tanto S(f)) a partir de sólo estas muestras (es decir, de la serie de Fourier) es que la porción no nula de s(t) esté confinada a un intervalo conocido de duración P, que es el dual del dominio de la frecuencia del teorema de muestreo de Nyquist-Shannon.

### Transformada de Fourier en tiempo discreto
La DTFT es el dual matemático de la serie de Fourier en el dominio del tiempo. Así, una suma periódica convergente en el dominio de la frecuencia puede representarse mediante una serie de Fourier, cuyos coeficientes son muestras de una función temporal continua relacionada:
{\displaystyle S_{\frac {1}{T}}(f)\ \triangleq \ \underbrace {\sum _{k=-\infty }^{\infty }S\left(f-{\frac {k}{T}}\right)\equiv \overbrace {\sum _{n=-\infty }^{\infty }s[n]\cdot e^{-i2\pi fnT}} ^{\text{ Series de Fourier (DTFT)}}} _{\text{Fórmula de la suma de Poisson}}={\mathcal {F}}\left\{\sum _{n=-\infty }^{\infty }s[n]\ \delta (t-nT)\right\},\,}
que se conoce como la DTFT. Así, la DTFT de la secuencia s[n] es también la transformada de Fourier de la función peine de Dirac modulada.
También se puede señalar que:
{\displaystyle {\begin{aligned}\sum _{n=-\infty }^{+\infty }T\cdot s(nT)\delta (t-nT)&=\sum _{n=-\infty }^{+\infty }T\cdot s(t)\delta (t-nT)\\&=s(t)\cdot T\sum _{n=-\infty }^{+\infty }\delta (t-nT).\end{aligned}}}
En consecuencia, una práctica común es modelar el "muestreo" como una multiplicación por la función peine de Dirac, que por supuesto sólo es "posible" en un sentido puramente matemático.
Los coeficientes de la serie de Fourier (y la transformada inversa), se definen por:
{\displaystyle s[n]\ \triangleq \ T\int _{\frac {1}{T}}S_{\frac {1}{T}}(f)\cdot e^{i2\pi fnT}\,df=T\underbrace {\int _{-\infty }^{\infty }S(f)\cdot e^{i2\pi fnT}\,df} _{\triangleq \,s(nT)}.}
El parámetro T corresponde al intervalo de muestreo, y esta serie de Fourier puede reconocerse ahora como una forma de la fórmula de suma de Poisson. Así tenemos el importante resultado de que cuando una secuencia de datos discretos, s[n], es proporcional a las muestras de una función continua subyacente, s(t), se puede observar un sumatorio periódico de la transformada continua de Fourier, S(f). Nótese que cualquier s(t) con los mismos valores discretos de la muestra produce la misma DTFT  Pero bajo ciertas condiciones idealizadas uno puede recuperar teóricamente S(f) y s(t) exactamente. Una condición suficiente para la recuperación perfecta es que la porción no nula de S(f) esté confinada a un intervalo de frecuencia conocido de ancho {sfrac}}. Cuando ese intervalo es [−12T, 12T], la fórmula de reconstrucción aplicable es la Fórmula de Interpolación de Whittaker-Shannon.  Esta es una piedra angular en los fundamentos del procesamiento digital de señales.
Otra razón para estar interesado en  S1/T(f) es que a menudo proporciona una visión de la cantidad de aliasing causado por el proceso de muestreo.
Las aplicaciones de la DTFT no se limitan a las funciones muestreadas. Ver Transformada de Fourier en tiempo discreto para más información sobre este y otros temas, incluyendo:
- unidades de frecuencia normalizadas
- Ventana (secuencias de longitud finita)
- propiedades de la transformada
- transformaciones tabuladas de funciones específicas

### Transformada discreta de Fourier (DFT)
De forma similar a una serie de Fourier, la DTFT de una secuencia periódica, sN[n], con periodo N, se convierte en una función de peine de Dirac, modulada por una secuencia de coeficientes complejos:
{\displaystyle S[k]=\sum _{n}s_{N}[n]\cdot e^{-i2\pi {\frac {k}{N}}n},\quad k\in \mathbb {Z} ,}     (donde Σn es la suma sobre cualquier secuencia de longitud N).
La secuencia S[k] es lo que se conoce habitualmente como la DFT de un ciclo de sN. También es N-periódico, por lo que nunca es necesario calcular más de N coeficientes. La transformada inversa, también conocida como serie discreta de Fourier, viene dada por:
{\displaystyle s_{N}[n]={\frac {1}{N}}\sum _{k}S[k]\cdot e^{i2\pi {\frac {n}{N}}k},}   donde Σk es la suma sobre cualquier secuencia de longitud N.
Cuando sN[n] se expresa como una suma periódica de otra función:
{\displaystyle s_{N}[n]\,\triangleq \,\sum _{m=-\infty }^{\infty }s[n-mN],}   y   {\displaystyle s[n]\,\triangleq \,s(nT),} Nótese que esta definición difiere intencionalmente de la sección DTFT por un factor de T. Esto facilita la tabla de transformaciones "{\displaystyle s(nT)}".
Alternativamente, {\displaystyle s[n]} puede definirse como {\displaystyle T\cdot s(nT),} en cuyo caso {\displaystyle S[k]=S_{\frac {1}{T}}\left({\frac {k}{P}}\right)}
los coeficientes son proporcionales a las muestras de S1/T(f) a intervalos disretos de 1P = 1NT:
{\displaystyle S[k]={\frac {1}{T}}\cdot S_{\frac {1}{T}}\left({\frac {k}{P}}\right).} {\displaystyle \sum _{n=0}^{N-1}\left(\sum _{m=-\infty }^{\infty }s([n-mN]T)\right)\cdot e^{-i2\pi {\frac {k}{N}}n}=\underbrace {\sum _{n=-\infty }^{\infty }s(nT)\cdot e^{-i2\pi {\frac {k}{N}}n}} _{\triangleq \,{\frac {1}{T}}S_{\frac {1}{T}}\left({\frac {k}{NT}}\right)}}
Por el contrario, cuando se quiere calcular un número arbitrario (N) de muestras discretas de un ciclo de una DTFT continua, S1/T(f) , se puede hacer calculando la DFT relativamente simple de S1/N(f), como se ha definido anteriormente. En la mayoría de los casos, N se elige igual a la longitud de la parte distinta de cero de s[n]. El aumento de N, conocido como relleno con ceros o interpolación, da como resultado muestras más próximas entre sí de un ciclo de S1/T(f). La disminución de N provoca superposición (adición) en el dominio del tiempo (análogo al aliasing), que corresponde a la aniquilación en el dominio de la frecuencia (ver Transformada de Fourier de tiempo discreto § L=N×I). En la mayoría de los casos de interés práctico, la secuencia s [ n ] representa una secuencia más larga que se truncó mediante la aplicación de una función de ventana de longitud finita o una matriz de filtro FIR.
La DFT puede calcularse mediante un algoritmo de transformada rápida de Fourier (FFT), lo que la convierte en una transformación práctica e importante en los ordenadores.
Ver Transformada discreta de Fourier para mucha más información, incluyendo:
- propiedades de la transformada
- aplicaciones
- transformaciones tabuladas de funciones específicas

### Resumen
Para funciones periódicas, tanto la transformada de Fourier como la DTFT comprenden sólo un conjunto discreto de componentes de frecuencia (series de Fourier), y las transformadas divergen en esas frecuencias. Una práctica común (no discutida anteriormente) es manejar esa divergencia a través de las funciones delta de Dirac y peine de Dirac. Pero la misma información espectral puede discernirse a partir de un solo ciclo de la función periódica, ya que todos los demás ciclos son idénticos. Del mismo modo, las funciones de duración finita pueden representarse como una serie de Fourier, sin pérdida real de información, salvo que la periodicidad de la transformada inversa es un mero artefacto.
Es común en la práctica que la duración de s(*) esté limitada al período, P o N.  Pero estas fórmulas no requieren esa condición.
|              | Frecuencia continua                                                                      | Frecuencia discreta |
| ------------ | ---------------------------------------------------------------------------------------- | --- |
| Transformada | {\displaystyle S(f)\,\triangleq \,\int _{-\infty }^{\infty }s(t)\cdot e^{-i2\pi ft}\,dt} | {\displaystyle \overbrace {{\frac {1}{P}}\cdot S\left({\frac {k}{P}}\right)} ^{S[k]}\,\triangleq \,{\frac {1}{P}}\int _{-\infty }^{\infty }s(t)\cdot e^{-i2\pi {\frac {k}{P}}t}\,dt\equiv {\frac {1}{P}}\int _{P}s_{P}(t)\cdot e^{-i2\pi {\frac {k}{P}}t}\,dt} |
| Inversa      | {\displaystyle s(t)=\int _{-\infty }^{\infty }S(f)\cdot e^{i2\pi ft}\,df}                | {\displaystyle \underbrace {s_{P}(t)=\sum _{k=-\infty }^{\infty }S[k]\cdot e^{i2\pi {\frac {k}{P}}t}} _{\text{Poisson summation formula (Fourier series)}}\,}                                                                                                  |

|              | Frecuencia continua | Frecuencia discreta |
| ------------ | --- | --- |
| Transformada | {\displaystyle \underbrace {{\frac {1}{T}}S_{\frac {1}{T}}(f)\,\triangleq \,\sum _{n=-\infty }^{\infty }s(nT)\cdot e^{-i2\pi fnT}} _{\text{Poisson summation formula (DTFT)}}} | {\displaystyle {\begin{aligned}\overbrace {{\frac {1}{T}}S_{\frac {1}{T}}\left({\frac {k}{NT}}\right)} ^{S[k]}\,&\triangleq \,\sum _{n=-\infty }^{\infty }s(nT)\cdot e^{-i2\pi {\frac {kn}{N}}}\\&\equiv \underbrace {\sum _{n}s_{P}(nT)\cdot e^{-i2\pi {\frac {kn}{N}}}} _{\text{DFT}}\,\end{aligned}}} |
| Inversa      | {\displaystyle s(nT)=T\int _{\frac {1}{T}}{\frac {1}{T}}S_{\frac {1}{T}}(f)\cdot e^{i2\pi fnT}\,df} {\displaystyle \sum _{n=-\infty }^{\infty }s(nT)\cdot \delta (t-nT)=\underbrace {\int _{-\infty }^{\infty }{\frac {1}{T}}\ S_{\frac {1}{T}}(f)\cdot e^{i2\pi ft}\,df} _{\text{inverse Fourier transform}}\,} | {\displaystyle {\begin{aligned}s_{P}(nT)&=\overbrace {{\frac {1}{N}}\sum _{k}S[k]\cdot e^{i2\pi {\frac {kn}{N}}}} ^{\text{inverse DFT}}\\&={\tfrac {1}{P}}\sum _{k}S_{\frac {1}{T}}\left({\frac {k}{P}}\right)\cdot e^{i2\pi {\frac {kn}{N}}}\end{aligned}}}                                             |

## Propiedades de simetría
Cuando las partes real e imaginaria de una función compleja se descomponen en sus partes pares e impares, hay cuatro componentes, denotadas a continuación por los subíndices RE, RO, IE e IO. Y existe un mapeo uno a uno entre los cuatro componentes de una función temporal compleja y los cuatro componentes de su transformada de frecuencia compleja:
{\displaystyle {\begin{array}{rccccccccc}{\text{Dominio temporal}}&s&=&s_{_{\text{RE}}}&+&s_{_{\text{RO}}}&+&is_{_{\text{IE}}}&+&\underbrace {i\ s_{_{\text{IO}}}} \\&{\Bigg \Updownarrow }{\mathcal {F}}&&{\Bigg \Updownarrow }{\mathcal {F}}&&\ \ {\Bigg \Updownarrow }{\mathcal {F}}&&\ \ {\Bigg \Updownarrow }{\mathcal {F}}&&\ \ {\Bigg \Updownarrow }{\mathcal {F}}\\{\text{Dominio de frecuencia}}&S&=&S_{\text{RE}}&+&\overbrace {\,i\ S_{\text{IO}}\,} &+&iS_{\text{IE}}&+&S_{\text{RO}}\end{array}}}
De ello se desprenden varias relaciones, por ejemplo:
- La transformada de una función de valor real sRE + sRO es la función SRE + i S IO.  A la inversa, una transformación par-simétrica implica un dominio de tiempo de valor real.
- La transformada de una función de valor imaginario i sIE + i sIO es la función SRO + i S IE, y lo contrario es cierto.
- La transformada de una función par-simétrica sRE + i sIO es la función de valor real SRE + SRO, y la inversa es cierta.
- La transformada de una función impar-simétrica SRO + i sIE es la función de valor imaginario i sIE + i S IO, y la inversa es cierta.

## Historia
Una forma temprana de series armónicas se remonta a las antiguas matemáticas babilónicas, donde se utilizaban para calcular las efemérides (tablas de posiciones astronómicas). Los conceptos griegos clásicos de deferente y epiciclo en el sistema ptolemaico de astronomía estaban relacionados con las series de Fourier.
En tiempos modernos, variantes de la transformada discreta de Fourier fueron utilizadas por Alexis Clairaut en 1754 para calcular una órbita, que se ha descrito como la primera fórmula de la DFT, y en 1759 por Joseph Louis Lagrange, al calcular los coeficientes de una serie trigonométrica para una cuerda vibrante. Técnicamente, el trabajo de Clairaut era una serie sólo de coseno (una forma de Transformada de coseno discreta), mientras que el trabajo de Lagrange era una serie sólo de seno (una forma de transformada discreta del seno); una verdadera DFT de coseno+seno fue utilizada por Gauss en 1805 para la interpolación trigonométrica de las órbitas de asteroides.
Tanto Euler como Lagrange discretizaron el problema de la cuerda vibrante, utilizando lo que hoy se llamaría muestras.
Un desarrollo moderno temprano hacia el análisis de Fourier fue el artículo de 1770 Réflexions sur la résolution algébrique des équations de Lagrange, que en el método de resolventes de Lagrange utilizó una descomposición compleja de Fourier para estudiar la solución de una cúbica:
Lagrange transformó las raíces x1, x2, x3 en los resolventes:
{\displaystyle {\begin{aligned}r_{1}&=x_{1}+x_{2}+x_{3}\\r_{2}&=x_{1}+\zeta x_{2}+\zeta ^{2}x_{3}\\r_{3}&=x_{1}+\zeta ^{2}x_{2}+\zeta x_{3}\end{aligned}}}
donde ζ es una raíz de la unidad cúbica, que es la DFT de orden 3.
Varios autores, especialmente Jean le Rond d'Alembert, y Carl Friedrich Gauss utilizaron series trigonométricas para estudiar la ecuación del calor, pero el avance decisivo fue el artículo de 1807 Memoria sobre la propagación del calor en los cuerpos sólidos de Joseph Fourier, cuya idea crucial fue modelar todas las funciones mediante series trigonométricas, introduciendo la serie de Fourier.
Los historiadores están divididos en cuanto al crédito que hay que dar a Lagrange y a otros por el desarrollo de la teoría de Fourier: Daniel Bernoulli y Leonhard Euler habían introducido representaciones trigonométricas de las funciones, y Lagrange había dado la solución en serie de Fourier a la ecuación de onda, por lo que la contribución de Fourier fue principalmente la audaz afirmación de que una función arbitraria podía representarse mediante una serie de Fourier.
El desarrollo posterior del campo se conoce como análisis armónico, y es también una instancia temprana de la teoría de la representación.
El primer algoritmo de la transformada rápida de Fourier (FFT) para la DFT fue descubierto alrededor de 1805 por Carl Friedrich Gauss al interpolar las mediciones de la órbita de los asteroides Juno y Pallas, aunque ese algoritmo de FFT en particular se atribuye más a menudo a sus redescubridores modernos Cooley y Tukey.

## Transformaciones de tiempo-frecuencia
En términos de procesamiento de señales, una función (de tiempo) es una representación de una señal con perfecta resolución de tiempo, pero sin información de frecuencia, mientras que la transformada de Fourier tiene perfecta resolución de frecuencia, pero sin información de tiempo.
Como alternativas a la transformada de Fourier, en el análisis tiempo-frecuencia, se utilizan las transformadas de tiempo-frecuencia para representar las señales en una forma que tiene algo de información de tiempo y algo de información de frecuencia - por el  principio de incertidumbre, hay un compromiso entre estos. Pueden ser generalizaciones de la transformada de Fourier, como la Transformada de Fourier de Tiempo Reducido, la transformada de Gabor o la transformada de Fourier fraccional (FRFT), o pueden utilizar diferentes funciones para representar las señales, como en las transformada ondícula y las transformadas chirplet, siendo el análogo wavelet de la transformada de Fourier (continua) la  ondícula ontínua.